# 신디쿠스

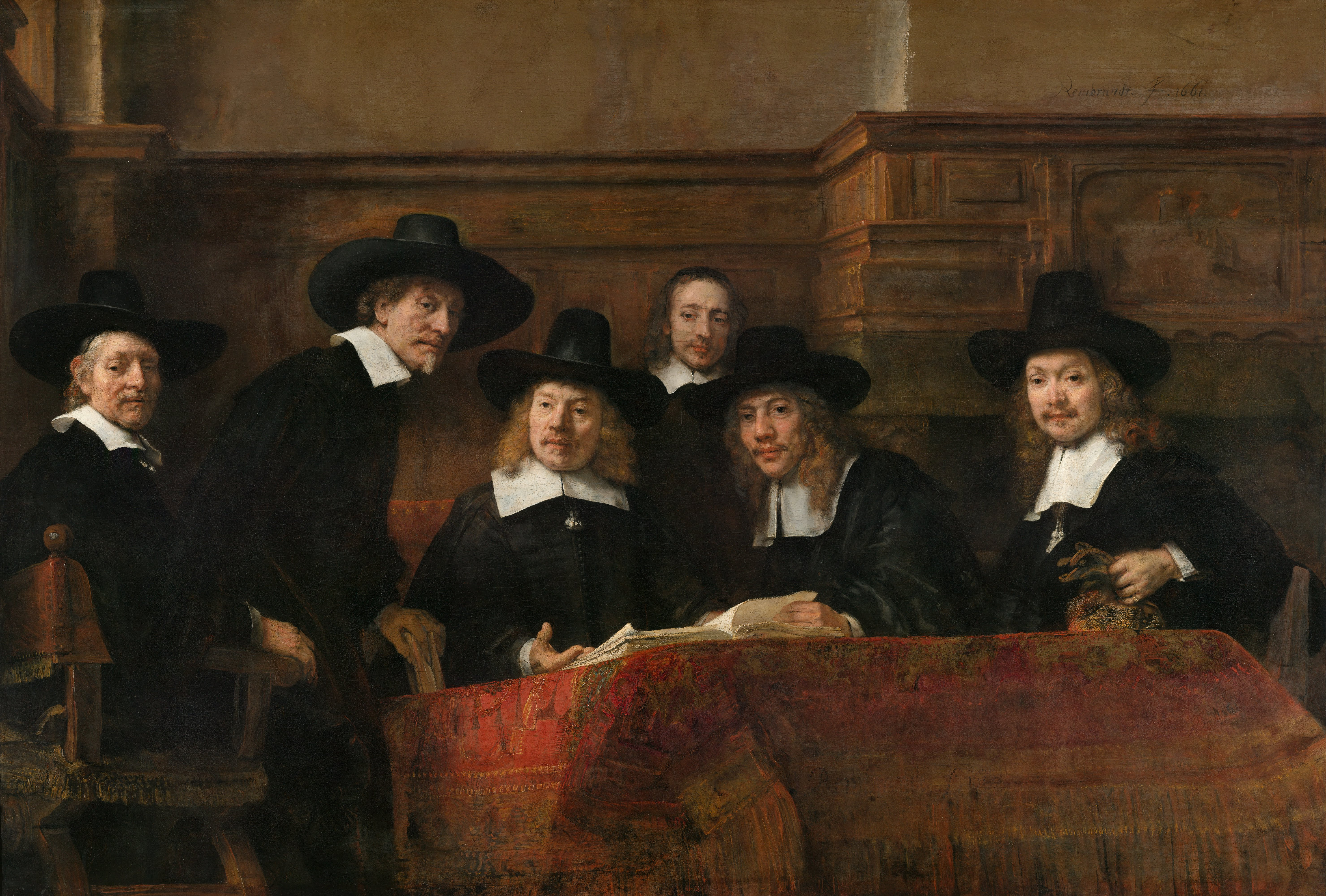
렘브란트의 유화, 〈암스테르담 포목상 길드의 이사(신딕)들〉

신디쿠스(라틴어: syndicus, 그리스어: σύνδικος 쉰디코스[*], 영어: syndic 신딕[*])는 라틴어로 “사법 법정에서 도움을 주는 사람, 변호인, 대리인” 등으로 해석되는 말로, 다양한 상황 다양한 나라의 다양한 기관에서 다양한 의미의 직함으로 사용된다.
신디쿠스 및 그에서 파생된 여러 언어의 용어들은 기본적으로 대표자, 대리인을 의미한다. 17세기 사람 샤를 뒤 프렌이 편찬한 사전에서는 “신디키(Syndici, 신디쿠스의 복수형)”를 “주로 대학, 결사체, 기타 단체의 구성원을 지칭하는 용어로, 마치 공화국에서처럼 공동으로 추구하거나 결의해야 하는 것을 추구하거나 결의하는 사람들”이라고 정의하고 그 용례를 13세기 문헌들에서부터 고증했다.
신디쿠스에서 파생된 가장 유명한 표현은 신디케이트이며, 이탈리아어와 프랑스어에서는 대표자로서의 신디쿠스의 뜻이 이어져서 코무네(기초지자체)의 장을 비롯해서 공민의 선거로 뽑히는 공직자를 syndic, sindaco라고 한다.